# Charlie (elefante)

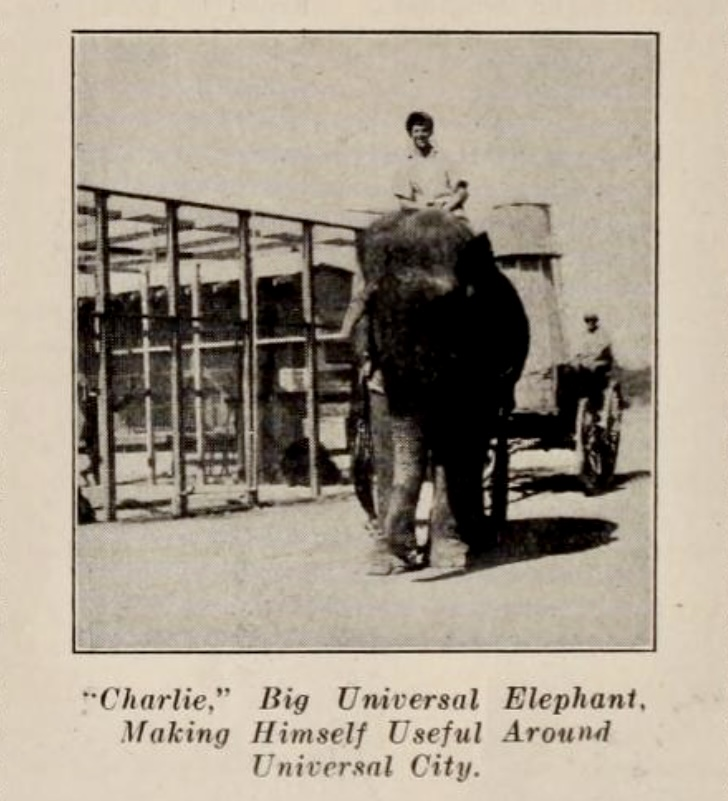
Charlie, c. 1920.

Charlie, a veces escrito Charley u Old Charlie (n. desconocido- m. 1923) fue un elefante indio que vivió en el zoológico de Universal City, California, Estados Unidos, aproximadamente de 1914 a 1923 y apareció en decenas de cortos y largometrajes de la época muda. Fue ejecutado en agosto de 1923 por su ataque al entrenador Curley Stecker.

## Vida y trabajo
Al parecer conocido anteriormente como Prince Rajah, Charlie el Elefante pesaba poco menos de cinco toneladas (4.500 kg).   Es posible que un explorador de Karl Hamburg lo haya encontrado transportando madera de teca cerca de Calcuta en 1889 o 1899 y lo haya llevado al zoológico de Berlín.    El director de circo y actor Duke R. Lee llevó a Charlie a los Estados Unidos en 1902 o 1903.   El coleccionista de animales Frank Buck afirmó haberlo "traído de la India",  pero Buck era conocido por decir falsedades.  Una revista de cine publicada en 1923 decía que Charlie llevaba 20 años en Estados Unidos. 
Al parecer, su compañera Susie había sido ejecutada después de un alboroto en Raleigh, Carolina del Norte.  Otro alboroto ocurrido en 1904 en San Francisco, California, aparentemente implicó la destrucción de cinco automóviles, drama en el muelle del ferry y un "gran final" en el agua.  Fue alcanzado por un rayo alrededor de 1908 y, como consecuencia, quedó ciego del ojo izquierdo.   Charlie y el entrenador de animales Curley Stecker se conocieron trabajando en el circo y tardaron "unos tres años en conocerse", hasta que Stecker fue el único ser humano que Charlie toleraba regularmente. 
Supuestamente fue llevado a Universal City en 1913 por Curly Stecker con la "primera carga de madera que construyó esa ciudad".  Otra fuente dijo que había estado en el estudio desde 1912.  Consumía cada día 150 libras (68 kg) divididas en dos fardos de heno. Charlie  se escapaba habitualmente y deambulaba por el Valle de San Fernando.  En 1915, 30 hombres armados con fusiles y una ametralladora lo persiguieron.  En otra ocasión un hombre solitario a caballo lo encontró junto al río.  Una tarde de 1919, el entrenador George Englehardt lo devolvió sano y salvo a casa.  Se sabía que atravesaba la pared del establo para escapar; una vez provocó un apagón en Universal City al derribar los postes eléctricos.  En 1919, una caricatura editorial sugería que matar entrenadores era un "pasatiempo" de Charlie,  y en 1920 se informó que había "matado a varios de sus asistentes durante su vida".  Según una revista de cine, finalmente fue condenado a muerte con la aquiescencia de la Humane Society porque, "en promedio, aproximadamente una vez al mes, rompe sus cadenas y se va a Los Ángeles, con muchas ganas de ir". ... Charlie había golpeado o aplastado decorados de películas, porches, farolas, automóviles, tranvías y, ocasionalmente, un perro, un caballo o incluso un ser humano. 
Charlie y otro animal estrella del zoológico de la Universal, un orangután llamado Joe Martin, fueron entrenados y acompañados en los rodajes por Curley Stecker. El orangután y el elefante aparecieron juntos en múltiples comedias, largometrajes y series de aventuras, incluidas Man and Beast,  The Revenge of Tarzan  y A Monkey Hero. 

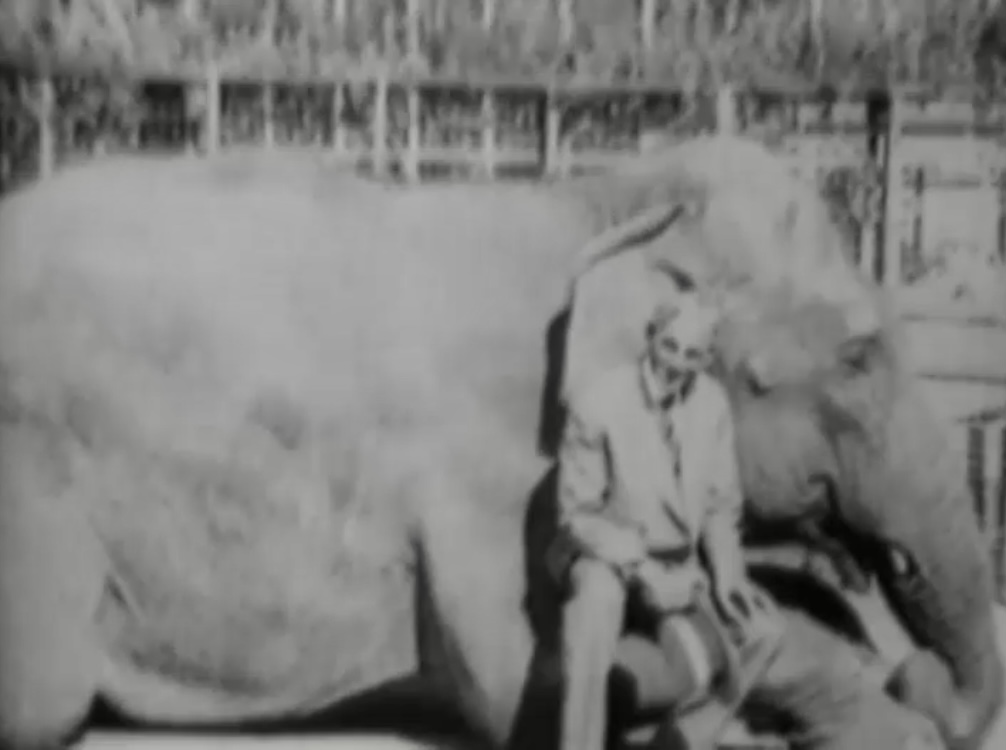
Henry Ford conoce a Charlie el Elefante en Universal City en 1916.

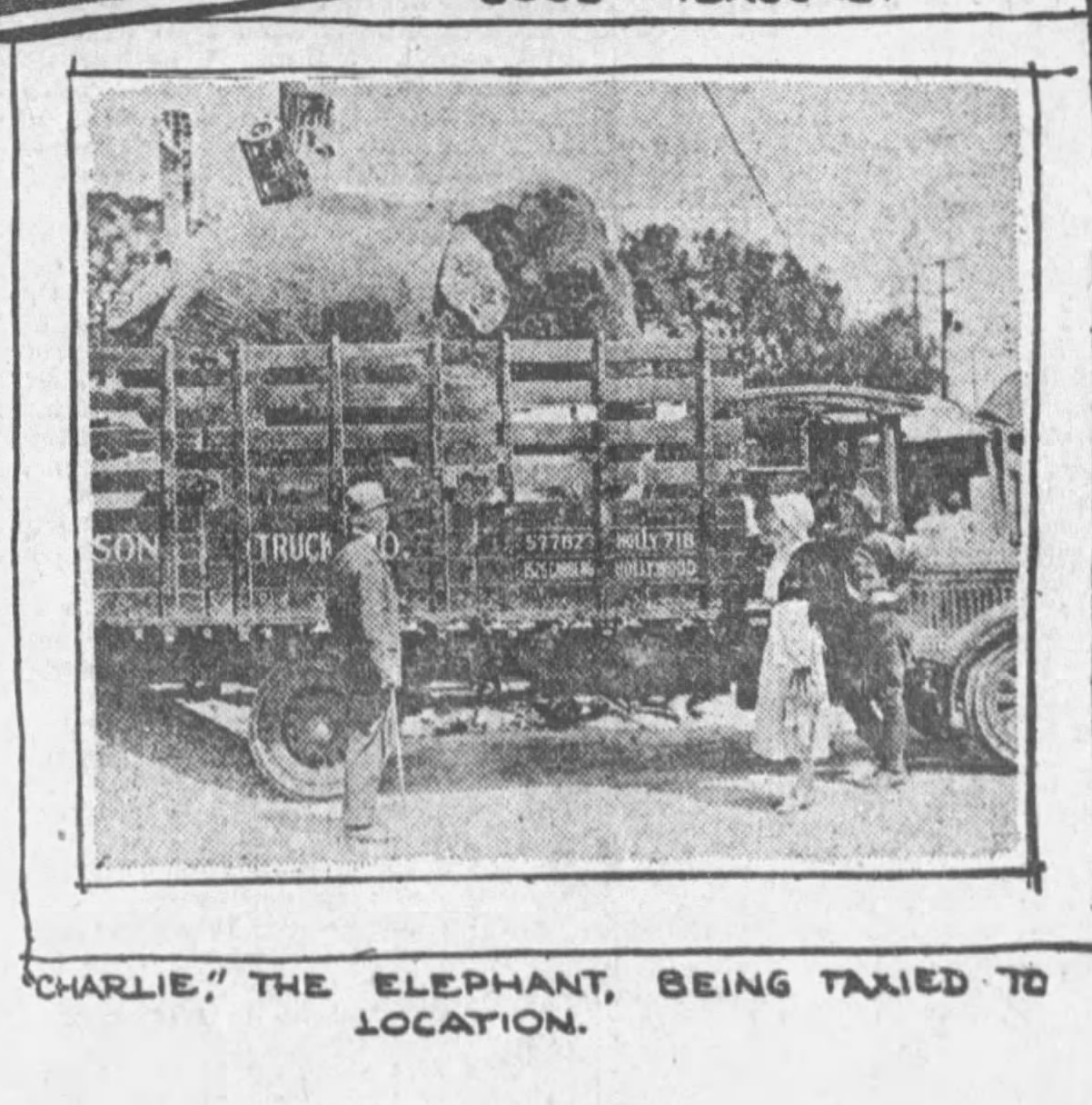
Los Ángeles Times, 1922: Charlie es trasladado a la localización de un rodaje.

## Ataque al entrenador
A primera hora de la tarde del lunes 24 de abril de 1923, en Universal City,  mientras se filmaba una  película sobre el genio de la lámpara, The Brass Bottle, "durante una escena de desfile, el veterano intérprete paquidermo Charlie el Elefante, prestado a Universal, se volvió loco. Mientras trescientos extras se dispersaban, Charlie se giró hacia su entrenador... lo levantó y lo arrojó al suelo. Mientras Charlie intentaba arrodillarse sobre Stecker para aplastarlo, un tramoyista golpeó al enfurecido elefante con una horca, y el entrenador fue rescatado".  Otro relato más sensacionalista declaró que "mientras los decorados cambiaban entre escenas, el elefante sin previo aviso atacó a su entrenador, lo derribó con su larga trompa, se encabritó sobre sus patas traseras y golpeó con sus patas delanteras el cuerpo de Stecker, cavó en él con sus colmillos, y lo pisoteó hasta convertirlo en polvo"    
El hermano mayor de Stecker, Carl Stecker (también entrenador de animales) y A. H. Kuhlman, un carpintero,  utilizando una horca o "un trozo de hormigón", defendieron a Charlie el tiempo suficiente para que Curley sobreviviera al ataque inicial.    Stecker sufrió laceraciones, contusiones, fracturas en varias costillas y una conmoción cerebral.    Curly le dijo a Associated Press, aparentemente desde su cama de hospital, que pensó que era un caso de "identidad equivocada" en el que Charlie pensó que era Carl (a quien Charlie odiaba), porque Curly vestía un traje de chaqueta en lugar de su habitual traje de faena, y Carl llevaba un viejo traje de Curly.  "Charlie comenzó a recoger piedras con su trompa y a arrojarlas a los caballos. Le dije que se detuviera. No prestó atención. Salté hacia él con una orden brusca y él hizo el resto. Pensó que yo, con mi ropa de negocios, era mi hermano, y mi hermano, a 50 pies de distancia, con la ropa que a Charlie le resultaba familiar, era 'el maestro' ". 
Curly Stecker, dado de alta del hospital después de tres meses, al parecer suplicó por la vida de Charlie, pero fue en vano. 

## Muerte
Varios artículos periodísticos de finales de 1923 informan sobre las deliberaciones del estudio sobre el destino de Charlie. Se celebraron varias conferencias entre Julius Bernheim, director general, Homer Boushey, director general de producción, y William Koenig, director comercial, sobre qué hacer con Charlie.  Según se informa, si sería sacrificado o no fue una decisión tomada por el propio Carl Laemmle (al parecer envió un cable desde Europa: "Odio la idea de la ejecución, pero si es necesario, adelante")  y se consideraron múltiples métodos de ejecución. 
Si bien existe un debate sobre cómo ejecutaron a Charlie, y la preponderancia de la evidencia apunta al garrote (aunque algunas fuentes dicen que el estudio optó por el disparo), ninguna fuente afirma la ejecución sumaria de un elefante valorado en miles de dólares, como sugiere el relato del incidente en las memorias de Diana Serra Cary.  Charlie fue sacrificado  en otoño de 1923 (probablemente agarrotado con cables de acero tensados por un molinete  ), tal vez con un disparo.  Un artículo de 1936 decía que "dos camiones grandes que circulaban en direcciones opuestas le rompieron el cuello a Charlie". 
Stecker murió al año siguiente de leucemia, y en su certificado de defunción figura como un factor de complicación una "lesión por animal salvaje" que ocurrió en Universal City.  Según los informes, el esqueleto de Charlie fue donado al Museo de Historia Natural de Los Ángeles. 
La ejecución de Charlie desencadenó una de las primeras campañas sobre bienestar animal centradas en la industria cinematográfica estadounidense; Laemmle gestionó personalmente la respuesta del estudio. 
Al momento de su ejecución, se afirmó que había matado a cinco personas, había aparecido en más de 180 películas y tenía más de 150 años (!). 